# Podhoří
Podhoří är en kulle i Tjeckien.   Den ligger i regionen Pardubice, i den östra delen av landet, 140 km öster om huvudstaden Prag. Toppen på Podhoří är 528 meter över havet.
Terrängen runt Podhoří är platt åt nordväst, men åt sydost är den kuperad. Runt Podhoří är det tätbefolkat, med 257 invånare per kvadratkilometer. Närmaste större samhälle är Ústí nad Orlicí, 2,6 km sydost om Podhoří. Trakten runt Podhoří består till största delen av jordbruksmark.